# Acil-(acil-nosilac-protein) desaturaza
Acil-(acil-nosilac-protein) desaturaza (EC 1.14.19.2, desaturaza stearil acilnog prenosnog proteina, stearil-ACP desaturaza, acil-(acil-nosilac-protein), vodonik-donor:kiseonik oksidoreduktaza) je enzim sa sistematskim imenom acil-(acil-nosilac protein),vodonik-donor:kiseonik oksidoreduktaza. Ovaj enzim katalizuje sledeću hemijsku reakciju:
stearoil-[acil-nosilac protein] + redukovani akceptor + O2 {\displaystyle \rightleftharpoons } oleoil-[acil-nosilac protein] + akceptor + 2H2O
Enzim iz šafranike je specifičan za stearoil-[acil-nosilac protein]. Enzim iz Euglena deluje na derivate brojnih dugolančanih masnih kiselina.

## Literatura
- Nicholas C. Price; Lewis Stevens (1999). Fundamentals of Enzymology: The Cell and Molecular Biology of Catalytic Proteins (Third изд.). USA: Oxford University Press. ISBN 019850229X.
- Eric J. Toone (2006). Advances in Enzymology and Related Areas of Molecular Biology, Protein Evolution (Volume 75 изд.). Wiley-Interscience. ISBN 0471205036.
- Branden C; Tooze J. Introduction to Protein Structure. New York, NY: Garland Publishing. ISBN 0-8153-2305-0.
- Irwin H. Segel. Enzyme Kinetics: Behavior and Analysis of Rapid Equilibrium and Steady-State Enzyme Systems (Book 44 изд.). Wiley Classics Library. ISBN 0471303097.

## Spoljašnje veze
- Acyl-(acyl-carrier-protein)+desaturase на 